# Apostasia wallichii
Apostasia wallichii es una especie de orquídea de hábito terrestre de la subfamilia Apostasioideae.

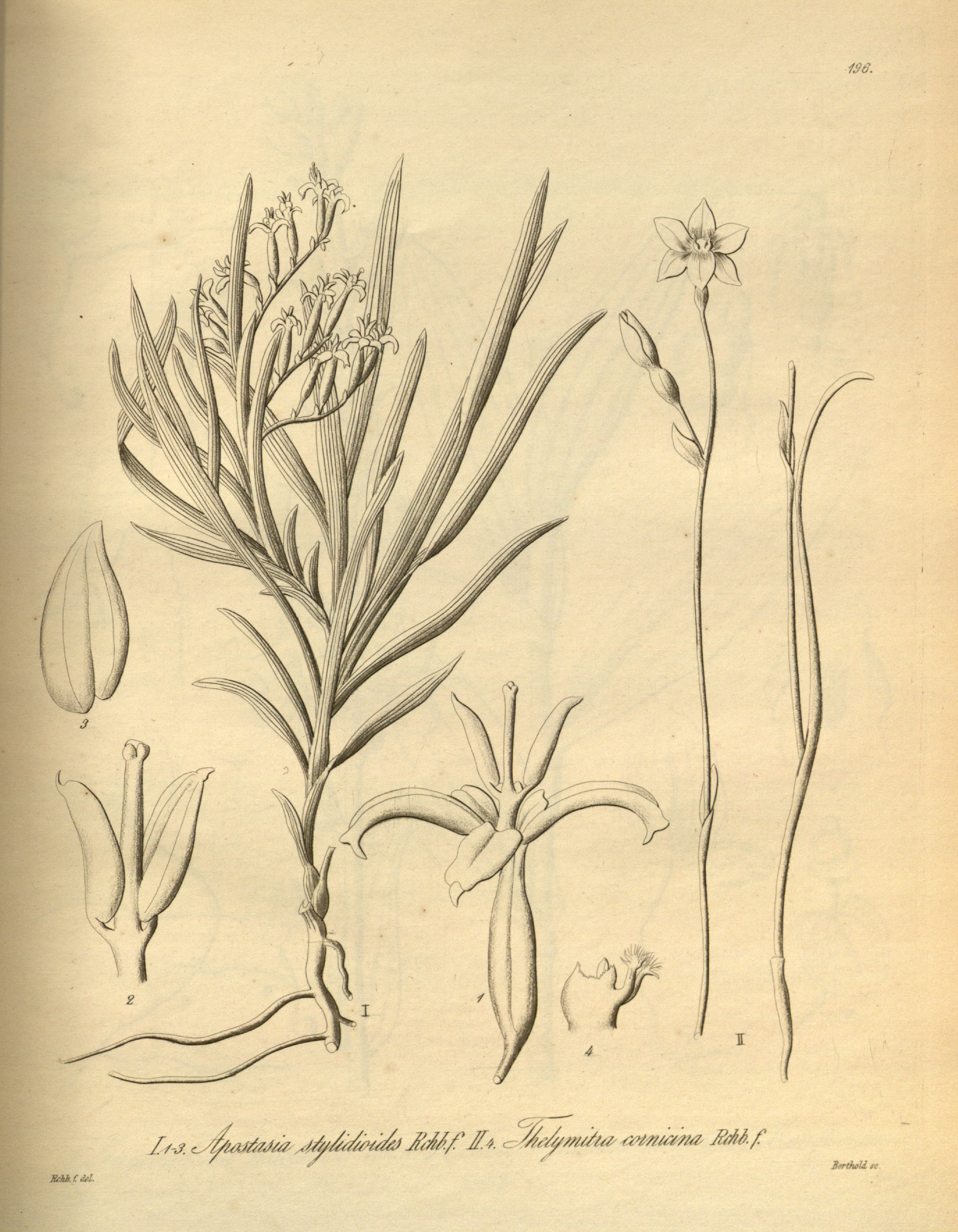
Ilustración

## Distribución y hábitat
Es una especie terrestre que se encuentra en Japón, Assam, India, Bangladés, Este del Himalaya, Nepal, Bután, Sri Lanka, Birmania, Tailandia, Malasia, Camboya, Vietnam, Borneo, Java, Molucas, Célebes, Sumatra, Filipinas, Papúa Nueva Guinea y Australia en lugares húmedos, bosques primarios, en suelos ricos en humus humedecido por nieblas y salpicaduras de agua a lo largo de empinadas alturas de 200 a 1700 m s. n. m. en la profundidad de lugares sombríos.

## Descripción
Es una orquídea bastante común, de tamaño pequeño a grande, que prefiere climas cálidos a frescos,  con una ramificación del tallo que a menudo lleva varias hojas, estas son de color verde oscuro,  estrechas linear-lanceoladas, como hierbas y  acuminadas. Florece en  una inflorescencia erecta a horizontal o pendular, poco ramificada de 5 cm de largo, con una propagación rígida de 8 cm de largo, con pocas a muchas [de 5 a 25]  flores de 1 cm de diámetro, con olores fragantes que se producen en la estación lluviosa. La floración se produce en el otoño.

## Taxonomía
El género fue descrito por Robert Brown y publicado en Plantae Asiaticae Rariores 1: 76, t. 84. 1830.
Etimología
Apostasia: nombre genérico que deriva del griego y significa "separación o divorcio", en referencia a la gran diferencia que separa la estructura floral de esta especie de todas las otras orquídeas.
wallichii: epíteto otorgado en honor de Wallich" (Botánico danés en la India de los años 1800).
Sinonimia
| - Apostasia alba Rolfe 1889; - Apostasia curvata J.J.Sm. 1927; - Apostasia gracilis Rolfe 1889; - Apostasia lucida Blume ex Siebe 1903; - Apostasia nipponica Masam. 1935; - Apostasia papuana Schltr. 1905; - Apostasia stylidioides (F.Muell.) Rchb.f. 1872; - Apostasia wallichii subsp. nipponica (Masam.) Masam. 1963; - Apostasia wallichii var. nipponica (Masam.) Masam. 1963; - Apostasia wallichii var. seraweiensis J.J.Sm. 1927; - Mesodactylis deflexa Wall. 1830; - Mesodactylis wallichii (R.Br.) Endl. 1837; - Neumayera stylidioides (F.Muell.) Rchb.f. 1872 ; - Niemeyera stylidioides F.Muell. 1867 |